# ذا اجيبشيان جازيت
تعد صحيفة «الإجيبشيان جازيت» The Egyptian Gazette أقدم صحيفة مكتوبة باللغة الإنجليزية في منطقة الشرق الأوسط، إذ يعود تاريخ صدورها إلى 26 يناير (كانون الثاني) من عام 1880 وأسسها في مدينة الإسكندرية خمسة مساهمين بريطانيين من بينهم أندرو فيليب الذي رأس تحريرها، وكانت «الإجيبشيان جازيت» في بدايتها عبارة عن أربع صفحات تابلويد فقط. وفي 28 فبراير (شباط) عام 1938 انتقلت هيئة التحرير إلى القاهرة عاصمة المال والسياسة. وفي بداية الأربعينيات انتقلت ملكيتها إلى الجمعية الشرقية للإعلان التي يملكها الثري الإنجليزي اوزوالد فيني الذي لم يكتف بإصدارها بل قام بشراء صحيفة «الايجبشيان ميل» التي كانت قد صدرت في عام 1914، وجعل الأخيرة صحيفة صباحية بينما حول «الجازيت» إلى صحيفة مسائية. وبرحيل الإنجليز عن مصر عقب قيام ثورة 1952 لم تعد «الجازيت» و«الميل» تلقيان نفس رواج ما قبل الجلاء، فتحولت «الميل» إلى إصدار أسبوعي، بينما توقف صدور «الجازيت». وفي عام 1954 تنازلت الشركة مالكة «الجازيت» عنها لصالح جريدة «الجمهورية» الحكومية التي صدرت قبل ذلك بعام واحد. وكان أمين أبو العينين أول رئيس تحرير مصري لها حتى عام 1978 ليتوالى عليها رؤساء تحرير مصريون منذ ذلك الحين.
1. ↑  مذكور في: ذا اجيبشيان جازيت. تاريخ النشر: 2 يناير 1893. لغة العمل أو لغة الاسم: الإنجليزية.